# Goseck
Goseck es un municipio alemán situado a orillas del río Saale, en el distrito de Burgenland, en el estado de Sajonia-Anhalt.

## Geografía

### Ubicación geográfica
Goseck se encuentra en la orilla septentrional del río Saale, aproximadamente a medio camino entre Núremberg y Weissenfels.
El municipio está formado por las localidades de Goseck y Markröhlitz.

## Historia

### Período temprano
La primera evidencia de asentamiento humano procede del período neolítico, el círculo de Goseck que data aproximadamente del V milenio a. C., descubierto por fotografías aéreas en 1991 y, desde 2003, considerado el observatorio más antiguo de Europa. Está formado por un estructura tipo henge circular, con un diámetro de 75 m. Marca el comienzo de una tradición astronómica que tiene milenios de antigüedad conocida también por el Disco celeste de Nebra, descubierto en 1999, a sólo 25 km de distancia desde aquí. Por medio de un mecanismo de visor, quien lo manejaba era capaz, por ejemplo, de determinar con precisión los momentos del solsticio de invierno y el de verano. El observatorio reconstruido fue inaugurado en el solsticio de invierno del año 2005, el 21 de diciembre, con gran afluencia de gente, un desfile que incluyó fuegos artificiales.

### Tiempos modernos
Goseck se extendió por los campos alrededor de un monasterio del siglo XIV. Originalmente era un castillo de principios de la Edad Media, la sede del gobierno del condado palatino sajón se encontraba aquí. La primera mención del castillo se encuentra en el Hersfelder Zehnteverzeichnis en 881.